# William de la Pole
William de la Pole (Cotton, 16 oktober 1396 – nabij Dover, 2 mei 1450) was een Engelse edelman en legeraanvoerder tijdens de Honderdjarige Oorlog. Tevens was hij de favoriet van koning Hendrik VI van Engeland.

## Biografie

### Militaire carrière
William de la Pole werd geboren als de tweede zoon van Michael de la Pole, de graaf van Suffolk, en Katherine de Stafford. In 1415 sneuvelde zijn vader bij het Beleg van Harfleur en enkele weken later overleed ook zijn oudere broer Michael de la Pole tijdens de Slag bij Azincourt. Hierop verkreeg William de la Pole de titel van graaf van Suffolk. In 1417 diende hij onder Humphrey van Gloucester in Normandië en onder Hendrik V van Engeland tijdens het Beleg van Rouen. Hij werd tot admiraal van Normandië benoemd in mei 1419. William de la Pole werd door de koning opgenomen in de Orde van de Kousenband in 1421.
Na de dood van Hendrik V in 1422 werd William de la Pole een van de belangrijkste militaire aanvoerders onder regent Jan van Bedford. Tijdens het beleg van Orléans overleed Thomas Montagu en met zijn dood nam William de la Pole het opperbevel van de belegering op zich. In december 1428 moest hij het opperbevel weer afstaan aan John Talbot. Toen het Franse leger onder leiding van Jeanne d'Arc in mei 1429 Orléans ontzette trok William de la Pole zich terug naar Jargeau. Op 12 juni gaf hij zich na gevechten over aan de Fransen en werd hij gevangen genomen.
Hij was gedwongen om land te verkopen om zijn losgeld te kunnen betalen en in 1430 werd hij uiteindelijk vrijgelaten. In de herfst van dat jaar huwde hij ook met Alice Chaucer, de kleindochter van dichter Geoffrey Chaucer.

### Carrière in Engeland
Omstreeks 1433 verliet De la Pole Frankrijk om een politieke carrière in Engeland na te jagen. Onder de bescherming van kardinaal Henry Beaufort was hij voorstander van vrede met Frankrijk wat hem in aanvaring bracht met Humphrey van Gloucester. In 1444 was William de la Pole verantwoordelijk voor de totstandkoming van het huwelijk van Hendrik VI met Margaretha van Anjou. Na de dood van Gloucester van Beaufort in 1447 bleef De la Pole als een van de weinige grote mannen achter Hendrik VI over. Vanuit deze positie benoemde hij zich tot Lord High Admiral en verhief hij een jaar later zijn leen tot een hertogdom.
In 1448 gaf Hendrik VI Maine over aan de Fransen, een beslissing die De la Pole werd aangerekend. Nadat in 1450 ook Normandië verloren ging aan de Fransen werd Suffolk door het Engelse parlement afgezet. Hij werd door het House of Commons aangeklaagd voor corruptie, afpersing en verraad. Op 17 maart greep koning Hendrik VI in en verbande hij hem voor vijf jaar. Op 30 april stapte hij aan boord van een schip die hem naar de Nederlanden zou brengen, maar het schip werd aangevallen door een Engels piratenschip, Nicholas of the Tower. De piraten kregen hem te pakken en hakte zijn hoofd op 2 mei af. Zijn lichaam werd bij Dover over boord gegooid.

## Nakomelingen
Uit zijn huwelijk met Alice Chaucer kreeg William de la Pole één zoon, John de la Pole, die hem opvolgde als hertog van Suffolk. Hij verwekte een bastaarddochter, Jane de la Pole, bij een non.

## In populaire cultuur
William de la Pole komt als de "Graaf van Suffolk" voor in William Shakespeares Hendrik VI, deel 1 en als de Hertog van Suffolk in Hendrik VI, deel 2.